# 2000年の日本プロ野球
2000年の日本プロ野球（2000ねんのにほんぷろやきゅう）では、2000年の日本プロ野球（NPB）における動向をまとめる。

## できごと

### 1月
- 4日
  - 前年に日本ハムファイターズを戦力外となった古溝克之が現役引退を表明[1]。
- 7日
  - 中日ドラゴンズが統一ライオンズの曹竣揚の獲得を発表[2]。
- 14日
  - 野球体育博物館は、2000年度の野球殿堂表彰者を発表。競技者表彰では米田哲也。特別表彰では福島慎太郎が選出された[3]。
- 17日
  - 読売ジャイアンツが今季のコーチ陣を発表。新ヘッドコーチに原辰徳野手総合コーチが就任。宮田征典投手総合コーチが一・二軍統括コーチに。二軍を担当した内田順三コーチが一軍に配置転換、打撃コーチは武上四郎コーチとの2人体制となった。また、巨人は背番号の変更や新入団の背番号を発表。長嶋茂雄が33から3、川相昌弘が0から6、新入団の工藤公康は47、江藤智は33、ダレル・メイは42、工藤に背番号を譲った小野仁が47から13に変更された[4]。
  - 中日ドラゴンズがミルウォーキー・ブルワーズのデーブ・ニルソン（登録名は「ディンゴ」）、前アリゾナ・ダイヤモンドバックスのダン・カールソンの入団を発表[5]。
  - 大阪近鉄バファローズが本拠地開幕戦となる4月4日の対福岡ダイエーホークス戦の先発メンバーをファン投票で決定することを発表[6]。
- 21日
  - 読売ジャイアンツがハンファ・イーグルスの鄭珉哲の入団を発表[7]。
- 31日
  - 西武ライオンズがトロント・ブルージェイズのトニー・フェルナンデス、ボストン・レッドソックスのレジー・ジェファーソンの入団を発表[8]。

### 2月
- 29日
  - 大阪近鉄バファローズのキャンプにテスト生で参加していた、前阪神タイガースの山村宏樹がテストに合格し、正式に入団[9]。

### 3月
- 3日
  - オリックス・ブルーウェーブは二軍チームの名称を「サーパス神戸」とすると発表[10]。
- 26日
  - 川崎球場で最後のプロ野球の試合となった千葉ロッテマリーンズと横浜ベイスターズのオープン戦は10本塁打の千葉ロッテマリーンズが22-6で勝利[11]。
- 27日
  - ヤクルトスワローズの田畑一也と大阪近鉄バファローズの衣川幸夫・代田建紀の1対2の交換トレードを両球団から発表[12]。
- 31日
  - セントラル・リーグ公式戦が開幕[13]。

### 4月
- 1日
  - 西武ライオンズが開幕戦の対日本ハムファイターズ戦（西武ドーム）で延長10回裏に鈴木健のサヨナラ安打で6対5で勝利。前年の対福岡ダイエーホークス戦に続く2年連続開幕戦でのサヨナラ勝利はパ・リーグ史上初[14]。
- 9日
  - ウエスタン・リーグで阪神タイガースがリーグ新記録の開幕8連勝（最終的に1分を挟んで10試合連続勝利）[15]。
- 14日
  - 阪神タイガースが対中日ドラゴンズ戦に勝利し（甲子園）、野村克也が監督通算1200勝、史上8人目[15]。
  - オリックス・ブルーウェーブの仰木彬監督が対福岡ダイエーホークス1回戦（グリーンスタジアム神戸）に勝利し、監督として通算800勝を達成。史上12人目[16]。

### 5月
- 6日
  - 中日ドラゴンズ対横浜ベイスターズ7回戦（ナゴヤドーム）の7回裏、中日ドラゴンズの立浪和義が見逃し三振の判定に不服として主審の橘高淳に手をついて抗議して橘高から退場処分を宣告される。さらに監督の星野仙一と大西崇之が審判に体当たりして退場処分。同一チームで1試合3人が退場処分となったのは1980年の南海ホークス以来20年ぶり[17][13]。
- 7日
  - セ・リーグは6日の中日ドラゴンズ対横浜ベイスターズ7回戦で判定を不服として審判に暴行して退場処分を受けた中日ドラゴンズの大西崇之、立浪和義、監督の星野仙一に対し、大西が7日から16日までの10日間の出場停止と罰金20万円、立浪が7日から11日までの5日間の出場停止と罰金20万円、星野は7日から11日までの出場停止と罰金50万円を科したと発表[18]。
  - 広島東洋カープがクリストファー・カンバーランド、ジェフ・ボールに解雇通告[19]。
- 9日
  - オリックス・ブルーウェーブ対大阪近鉄バファローズ5回戦（米子）は5回裏、濃霧で視界が悪くなり1時間1分の中断後、コールドゲームとなる。1993年7月10日オリックス・ブルーウェーブ対福岡ダイエーホークス戦以来3度目。試合は10対8でオリックス・ブルーウェーブが勝利[20]。
- 24日
  - 阪神タイガースの杉山賢人と大阪近鉄バファローズの吉田剛・西川慎一の1対2の交換トレードを両球団から発表[21]。
- 25日
  - 横浜ベイスターズの森中聖雄が読売ジャイアンツ9回戦（福岡ドーム）、0対0と同点の9回裏二死から救援登板して高橋由伸を一球で一塁ゴロに打ち取り、チームが延長10回表1点勝ち越し、10回裏は福盛和男と交代したため、セ・パ両リーグ10人目、セ・リーグ史上7人目の1球での勝利投手となった[22]。

### 6月
- 1日
  - 阪神タイガースの竹内昌也と日本ハムファイターズの根本隆輝のトレードが成立したと阪神タイガース、日本ハムファイターズ両球団が発表[23]。
- 3日
  - 大阪近鉄バファローズ対オリックス・ブルーウェーブ9回戦（大阪ドーム）で大阪近鉄バファローズが、3回裏に無死からプロ野球タイ記録の6連続四死球。オリックス・ブルーウェーブのテリー・ブロウズがプロ野球ワースト記録の1試合4押出し死球[24]。オリックス・ブルーウェーブの野手の五十嵐章人が8回裏無死三塁の場面で投手として登板し、史上2人目の全ポジションを守る[25]。
- 7日
  - 横浜ベイスターズは広島東洋カープ9回戦（横浜スタジアム）の5回裏にプロ野球タイ記録の1イニング13得点。ヤクルトスワローズが1998年4月22日の対中日ドラゴンズ戦で記録して以来プロ野球史上4度目[26]。
- 8日
  - セ・リーグ会長の高原須美子は、読売ジャイアンツのダレル・メイに対し7日の対阪神タイガース11回戦で打席を外した阪神タイガースの和田豊に対し背中へ投球した事について「著しく品位を欠いた投球を行った」として出場停止10日間と制裁金50万円を科したと発表[27][13]。
- 9日
  - オリックス・ブルーウェーブはデトロイト・タイガース傘下のAAA級トレド・マッドヘンズ所属の木田優夫と正式に契約を結んだと発表[28]。また、オリックスはニューヨーク・メッツのジョナサン・ナナリーの獲得を発表[29]。
- 22日
  - 日本ハムファイターズの小笠原道大が6月6日からこの日まで球団新記録の13試合連続得点[30]
- 24日
  - 日本ハムファイターズがシャノン・ウィッテムを解雇したと発表[31]。
- 26日
  - 阪神タイガースがハワード・バトルの退団を発表[32]。
- 27日
  - 阪神タイガースが日本ハムファイターズのマイカ・フランクリンを金銭トレードで獲得したと発表[33]。
- 28日
  - オリックス・ブルーウェーブの新外国人選手のジョナサン・ナナリーが大阪近鉄バファローズ12回戦（大阪ドーム）の1回表に1号2点本塁打。プロ野球史上41人目、外国人選手では16人目の初打席初本塁打。カンザスシティ・ロイヤルズ在籍時の1995年にメジャーリーグ初出場の試合でも初打席で本塁打を記録している[34]。

### 7月
- 1日
  - 日本ハムファイターズの野口寿浩が西武ライオンズ13回戦（東京ドーム）でプロ野球タイ記録の1試合3併殺打[35]。
- 2日
  - 千葉ロッテマリーンズの小林雅英がオリックス・ブルーウェーブ14回戦（函館）の8回裏、3-4とリードされた二死一塁の場面で救援登板。小川博文への2球目が暴投となったが一塁走者のイチローが三塁でアウトとなり攻守交代。千葉ロッテマリーンズが9回表5-4と逆転。千葉ロッテマリーンズは9回裏からブライアン・ウォーレンが登板してセーブを挙げ千葉ロッテマリーンズが5-4で勝利。小林は史上初めて対戦打者なしで勝利投手となる[36][37]。
- 4日
  - 福岡ダイエーホークスの小久保裕紀が6月20日からこの日まで球団新記録の10試合連続打点[38]。
- 16日
  - オリックス・ブルーウェーブは大阪近鉄バファローズ18回戦（大阪ドーム）で、パ・リーグ史上5度目の毎回の15四死球（13四球、2死球）。試合は10-5でオリックス・ブルーウェーブが勝利[39]。
- 17日
  - 日本プロ野球実行委員会が日本野球機構事務局で開かれ、2001年の公式戦を140試合制でおこなうことで合意[40][10]。
- 20日
  - ヤクルトスワローズの球団社長の田口周は神宮球場にて記者会見し、シドニー五輪の野球の日本代表チームに古田敦也を派遣しないとアマチュア側に正式に伝達したと発表[41]。
- 22日
  - プロ野球オーナー会議が開かれ、来季から公式戦を140試合制とすることを全会一致で可決[42]。
  - プロ野球選手会の総会が文京区の東京ドームホテルにて開かれ、代理人制度を今秋から導入することで基本合意。また、来季から実施の140試合制についてオールスターの1試合制、年俸の底上げなどの条件付きで認める方針を決定[43]。
- 23日
  - オールスターゲーム第2戦がグリーンスタジアム神戸で行われ、セ・リーグが12-4で勝利。オリックス・ブルーウェーブのイチローがオールスター史上初の通算2度目の1試合4安打と、オールスター新記録の10試合連続安打[44]。

### 8月
- 1日
  - 中日ドラゴンズがディンゴ、ダン・カールソンの退団を発表[45]。
- 3日
  - 阪神タイガースの葛西稔が対中日ドラゴンズ19回戦（甲子園）の9回表に6番手で救援登板し、1球目でレオ・ゴメスを投ゴロ併殺打に打ち取り、同回裏に味方がサヨナラ勝ちしたため、1球勝利投手を記録[46]。
- 7日
  - 西武ライオンズの松坂大輔がオリックス・ブルーウェーブ19回戦（グリーンスタジアム神戸）の9回表二死満塁の場面で代打で打席に入り、2点適時打を打つ。パ・リーグで投手が打席に立ったのは2年ぶり、安打を記録したのは9年ぶり、代打で打席に立ったのは25年ぶり[47]。
- 11日
  - 西武ライオンズの許銘傑が千葉ロッテマリーンズ20回戦（西武ドーム）に先発し、打者27人で2対0で完封。2回表、先頭打者のフランク・ボーリックに四球を与えたが次打者の福浦和也を併殺。四回、六回の安打をそれぞれ盗塁刺、併殺に打ち取ったため[48]。
- 12日
  - 元大洋の秋山登が0時20分、呼吸不全のため横浜市内の病院にて死去[49]。
  - 大阪近鉄バファローズが対福岡ダイエーホークス20回戦（大阪ドーム）でパ・リーグタイ記録の1試合6併殺打。史上8度目[50]。
- 26日
  - 大阪近鉄バファローズの鷹野史寿が8月22日の対千葉ロッテマリーンズ戦の第2打席からこの日の対西武ライオンズ戦の第2打席まで、球団タイ記録8打数連続安打と、球団新記録の5四死球を含む13打席連続出塁を記録[51][52]。
- 29日
  - 西武ライオンズ対オリックス・ブルーウェーブ20回戦（西武ドーム）は延長12回9-9の引き分けに終わり、試合時間はパ・リーグ史上最長の5時間32分[53]。
- 31日
  - 西武ライオンズがレジー・ジェファーソンの退団を発表[54]。

### 9月
- 3日
  - 阪神タイガースのトニー・タラスコが横浜ベイスターズ24回戦（甲子園球場）の1回裏に15号3点本塁打を打ち、これが球団通算6000号本塁打となる[55]。
- 5日
  - 大阪近鉄バファローズ対オリックス・ブルーウェーブ22回戦（グリーンスタジアム神戸）は近鉄が21-3で勝利。近鉄の21得点は球団タイで過去に1度記録。23安打も球団タイで史上3度目[56]。近鉄の中村紀洋が史上4人目のプロ野球タイ記録となる1試合6得点[57]。また、敗れたオリックスは球団ワーストとなる1試合21失点を記録[58]。
- 7日
  - 大阪近鉄バファローズの大塚晶文が8月6日の対千葉ロッテマリーンズ戦からこの日のオリックス・ブルーウェーブ戦まで球団新記録の9試合連続セーブ[59]。
- 11日
  - オリックス・ブルーウェーブがトロイ・ニールに戦力外通告[60]。
- 19日
  - 日本ハムファイターズの小笠原道大が大阪近鉄バファローズ25回戦（東京ドーム）の1回裏に右前適時安打を打ち、シャーマン・オバンドーの29号2点本塁打で生還し、パ・リーグ新記録のシーズン119得点を達成[61]。
- 21日
  - 横浜ベイスターズは駒田徳広に対し戦力外通告[62]。
  - 阪神タイガースが田村勤、佐々木誠に戦力外通告[63]。
- 23日
  - 広島東洋カープの達川晃豊監督が今季限りでの退団を発表[64]。
  - 阪神タイガースが与田剛士、定詰雅彦、橋本大祐、星山忠弘、風岡尚幸、橋上秀樹に戦力外通告[65]。
- 24日
  - 読売ジャイアンツは中日ドラゴンズ27回戦（東京ドーム）に9回裏に二岡智宏のサヨナラ本塁打で5対4でサヨナラ勝利し、4年ぶり29度目のセ・リーグ優勝達成[66][67]。
- 26日
  - 中日ドラゴンズが島崎毅、白坂勝史に戦力外通告[68]。
- 29日
  - 横浜ベイスターズは監督の権藤博に対し来季の契約を結ばないと通告し、退団が正式に決定[69]。

### 10月
- 3日
  - ヤクルトスワローズが伊藤彰、宇佐美康広に戦力外通告[70]。
- 5日
  - オリックス・ブルーウェーブの野田浩司が球団に対し任意引退を申し入れ[71]。
  - 千葉ロッテマリーンズが成本年秀、秦真司、鮎川義文、榎康弘、河野博文に戦力外通告[72]。
- 6日
  - 阪神タイガースの伊原春樹守備・走塁総合コーチが今季限りで退団すると発表[73]。
  - 千葉ロッテマリーンズが園川一美二軍投手コーチを解任したと発表[74]。
  - 大阪近鉄バファローズの鈴木貴久が現役引退を表明[75]。
- 7日
  - 福岡ダイエーホークスはオリックス・ブルーウェーブ24回戦（福岡ドーム）に1対0で勝ち、2年連続リーグ優勝を達成[76]。
- 8日
  - ヤクルトスワローズの岡林洋一と馬場敏史が現役引退を表明[77]。
- 9日
  - 横浜ベイスターズのロバート・ローズは球団との契約交渉が決裂し、今季限りで退団すると明らかにした[78]。
- 10日
  - 横浜ベイスターズが阿波野秀幸に戦力外通告[79]。
- 11日
  - ヤクルトスワローズ対広島東洋カープ26回戦（神宮球場）が行われ、セ・リーグの全日程が終了。広島東洋カープの金本知憲が宮出隆自から今季30号本塁打を放ち、日本プロ野球史上8人目の打率3割、30本塁打、30盗塁のトリプルスリーを達成。ヤクルトスワローズの石井一久が1回1/3を無失点に抑え、最優秀防御率を獲得、2位の中日の山本昌との0.004差はセ・リーグ史上最僅差の争いとなった。ヤクルトスワローズの岡林洋一はこの試合が引退試合となり、先発で1イニングを無失点に抑えた[80]。ヤクルトスワローズの古田敦也が日本プロ野球新記録の1088守備機会、ヤクルトのシーズン46失策と守備率.991はセ・リーグ新記録[81]。
  - セ・リーグは理事会を開き、来季から「140試合制、延長12回制再試合なし」となるのに伴い、来季はペナントレース全終了時点で勝利数が一番多いチームを優勝チームとすると決定[82]。
- 12日
  - オリックス・ブルーウェーブのイチローが神戸市内のホテルで記者会見し、ポスティングシステムを利用してメジャーリーグへ挑戦すると正式に表明[83]。
- 13日
  - 横浜ベイスターズが新監督に森祇晶の就任を発表。背番号は81[84]。
  - 広島東洋カープの紀藤真琴と中日ドラゴンズの鶴田泰の交換トレードを両球団から発表[85]。
  - ヤクルトスワローズが大橋穣守備走塁コーチの退団を発表[86]。
  - 福岡ダイエーホークスの藤井将雄が肺がんで死去[87]。
- 14日
  - 広島東洋カープは広島市内のホテルにて新監督に山本浩二が就任したと正式に発表。背番号は永久欠番の8に決定[88]。
  - 中日ドラゴンズが日笠雅人に戦力外通告[89]。
- 16日
  - 千葉ロッテマリーンズ対オリックス・ブルーウェーブ27回戦（千葉マリンスタジアム）が行われ千葉ロッテマリーンズが7対1で勝ち、パ・リーグは全日程を終了[90]。
  - 中日ドラゴンズが佐野重樹に戦力外通告[91]。
- 17日
  - 横浜ベイスターズは高木豊が内野守備走塁コーチに就任すると発表[92]。
  - 西武ライオンズは大阪近鉄バファローズから村上嵩幸を金銭トレードで獲得したと発表[93]。
  - 日本ハムファイターズが沼田浩に戦力外通告[94]
  - 中日ドラゴンズが愛甲猛に戦力外通告[95]。
- 20日
  - オリックス・ブルーウェーブが二軍の佐藤義則投手コーチ、福良淳一守備走塁コーチと来季の契約を結ばないことを発表[96]。
- 24日
  - 沢村栄治賞の選考が都内のホテルで開かれ、「該当者なし」と決定[97]。
- 27日
  - 阪神タイガースが入団テストを受けた前千葉ロッテマリーンズの成本年秀の合格を発表[98]。
  - ヤクルトスワローズの山﨑貴弘と千葉ロッテマリーンズの寺村友和の交換トレードを両球団から発表[99]。
- 28日
  - 日本シリーズの第6戦が行われ、読売ジャイアンツが福岡ダイエーホークスに9-3に勝利し、4勝2敗で6年ぶり19回目の日本一達成[100]。
- 29日
  - 読売ジャイアンツが橋本清、入来智、背尾伊洋、中村善之、光山英和、田辺路朗、渡辺政仁に戦力外通告[101]。
- 30日
  - プロ野球の今季の最優秀選手、最優秀新人、ベストナインを決定する記者投票の開票が東京・銀座のパ・リーグ会議室で行われ、最優秀選手にセ・リーグは読売ジャイアンツの松井秀喜、パ・リーグは松中信彦。最優秀新人にセは横浜ベイスターズの金城龍彦、パは「該当者なし」と決定[102]。
  - 阪神タイガースの湯舟敏郎・山崎一玄・北川博敏と大阪近鉄バファローズの酒井弘樹・面出哲志・平下晃司の3対3の交換トレードを両球団から発表[103]。
- 31日
  - 阪神タイガースが大豊泰昭を自由契約選手とすることを発表[104]。
  - ヤクルトスワローズが入団テストを受けた前読売ジャイアンツの入来智の合格を発表[105]。
  - 正力松太郎賞の選考が東京都内のホテルで行われ、読売ジャイアンツの松井秀喜を選出[106]。

### 11月
- 1日
  - オリックス・ブルーウェーブの小川博文・杉本友・前田和之と横浜ベイスターズの進藤達哉・戸叶尚・新井潔の3対3の交換トレードを両球団で合意したと発表[107]。
  - 阪神タイガースの山田勝彦がFA宣言して残留することを表明[108]。
  - 大阪近鉄バファローズの水口栄二がFA宣言して残留することを表明[109]。
  - 日本ハムファイターズが入団テストを受けた前福岡ダイエーホークスの斉藤貢の合格を発表[110]。
  - 千葉ロッテマリーンズが入団テストを受けた前西武ライオンズの横田久則の合格を発表[111]。
- 2日
  - 福岡ダイエーホークスにペドロ・バルデスが入団[112]。
  - ヤクルトスワローズがピッツバーグ・パイレーツのアレックス・ラミレスと仮契約を結んだと発表[113]。
- 3日
  - 読売ジャイアンツが鹿取義隆投手コーチの退団を発表[114]。
- 5日
  - 千葉ロッテマリーンズがテストを受けた前読売ジャイアンツの光山英和の入団を発表[115]。
- 6日
  - 大阪近鉄バファローズが前ヤクルトスワローズの加藤博人を金銭トレードで獲得したと発表[116]。
  - 日本ハムファイターズの奈良原浩がFA宣言して残留することを表明[117]。
  - 横浜ベイスターズから戦力外通告を受けた阿波野秀幸が現役引退を発表[118]。
- 7日
  - 福岡ダイエーホークスがメルビン・ニエベスの退団を発表[119]。
- 9日
  - 読売ジャイアンツが現代ユニコーンズの鄭珉台を金銭トレードで獲得したと発表[120]。
- 13日
  - 福岡ダイエーホークスの湯上谷竑志が現役引退の会見を行う[121]。
- 17日
  - プロ野球のドラフト会議が東京都内のホテルにて開催される[122]。
- 18日
  - 福岡ダイエーホークスの吉永幸一郎と読売ジャイアンツの大野倫の交換トレードを両球団から発表[123]。
- 20日
  - 福岡ダイエーホークスにトニー・ミッチェルが入団[112]。
- 28日
  - オリックス・ブルーウェーブの柳沢裕一と中日ドラゴンズの吉原孝介の交換トレードを両球団から発表[124]。

### 12月
- 3日
  - オリックス・ブルーウェーブからドラフト1位で指名された敦賀気比高校の内海哲也が同球団との2度目の入団交渉で、入団拒否の意思を示し、球団側も獲得を断念[125]。
- 5日
  - セ・リーグの高原須美子会長が任期満了をもって、同月末で退任することを表明[126]。
  - 中日ドラゴンズが前阪神タイガースの大豊泰昭の入団を発表。背番号は60。大豊は4年ぶりに中日に復帰[127]。
- 6日
  - 前読売ジャイアンツの橋本清と中日ドラゴンズの日笠雅人が福岡ダイエーホークスに入団[112]。
- 11日
  - 阪神タイガースからFAの新庄剛志がMLBニューヨーク・メッツと3年契約を結んだことを明らかにした[128]。
- 17日
  - ヤクルトスワローズからFAの川崎憲次郎が中日ドラゴンズへ入団[129]。
- 18日
  - 読売ジャイアンツの大野倫がトレードで福岡ダイエーホークスに移籍[112]。
- 27日
  - 読売ジャイアンツの佐藤充がトレードで福岡ダイエーホークスに移籍[112]。

## 達成された記録

### 打者の記録
- 4月4日
  - 千葉ロッテマリーンズの石井浩郎が西武ライオンズ1回戦（千葉マリンスタジアム）の2回裏に1号本塁打を放ち、通算150本塁打を達成。史上110人目[130]。
- 4月5日
  - 日本ハムファイターズの田中幸雄がオリックス・ブルーウェーブ2回戦（東京ドーム）の6回裏に二塁打を放ち、通算1500安打を達成。史上79人目[131]。
- 4月6日
  - 横浜ベイスターズのロバート・ローズが対広島東洋カープ3回戦（広島市民球場）の6回表に4号満塁本塁打を放ち、通算150本塁打を達成。史上111人目[132]。
- 4月8日
  - 阪神タイガースの大豊泰昭が広島東洋カープ2回戦（広島市民球場）の1回表に3号本塁打を放ち、プロ野球通算250本塁打を達成、史上39人目。また、4回表に安打を放ち、通算1000安打を達成。史上199人目[133]。
- 4月9日
  - 広島東洋カープの前田智徳が阪神タイガース3回戦（広島市民球場）の8回裏に6号満塁本塁打を放ち、通算150本塁打を達成。史上112人目[134]。
- 4月16日
  - 大阪近鉄バファローズの鈴木貴久が西武ライオンズ2回戦（大阪ドーム）に出場し、通算1500試合出場を達成。史上128人目[135]。
- 4月23日
  - 西武ライオンズの伊東勤が日本ハムファイターズ5回戦（東京ドーム）に出場し、通算2000試合出場を達成。史上30人目[136]。
- 4月14日
  - 千葉ロッテマリーンズの平井光親が日本ハムファイターズ1回戦（千葉マリンスタジアム）に先発出場し、通算1000試合出場を達成。史上355人目[137]。
- 4月30日
  - 横浜ベイスターズの駒田徳広が広島東洋カープ6回戦（横浜スタジアム）に出場し、通算2000試合出場を達成[138][139]。
- 5月5日
  - 横浜ベイスターズの進藤達哉が中日ドラゴンズ6回戦（ナゴヤドーム）に出場し、通算1000試合出場を達成[140]。
- 5月7日
  - 西武ライオンズの鈴木健が日本ハムファイターズ8回戦（西武ドーム）に出場し、通算1000試合出場を達成[141]。
  - 中日ドラゴンズの久慈照嘉が横浜ベイスターズ8回戦（ナゴヤドーム）に出場し、通算1000試合出場を達成[142]。
- 5月9日
  - 福岡ダイエーホークスの吉永幸一郎が日本ハムファイターズ7回戦（福岡ドーム）の1回裏に右前安打を打ち、プロ通算1000安打を達成。史上200人目[143][112]。
- 5月10日
  - 読売ジャイアンツの村田真一が横浜ベイスターズ6回戦（横浜スタジアム）に先発出場し、通算1000試合出場を達成。史上359人目[144]。
- 5月14日
  - 日本ハムファイターズの田中幸雄が大阪近鉄バファローズ8回戦（東京ドーム）の6回裏に二塁打を打ち、通算300二塁打を達成[145]。
- 5月26日
  - 大阪近鉄バファローズの中村紀洋が日本ハムファイターズ9回戦（大阪ドーム）の1回裏に12号2点本塁打を打ち、通算150本塁打を達成[146]。
- 5月28日
  - 中日ドラゴンズのレオ・ゴメスが読売ジャイアンツ8回戦（東京ドーム）の8回表に7号2点本塁打を打ち、日本プロ野球通算100本塁打を達成[147]。
- 5月30日
  - 日本ハムファイターズの田中幸雄が福岡ダイエーホークス10回戦（東京ドーム）の3回裏に三振を喫し、通算1000三振を記録[148]。
- 5月31日
  - 日本ハムファイターズの片岡篤史が福岡ダイエーホークス11回戦（東京ドーム）に先発出場し、通算1000試合出場を達成[149]。
- 6月1日
  - 福岡ダイエーホークスの秋山幸二が日本ハムファイターズ12回戦（東京ドーム）の7回表に三振を喫し、日本プロ野球新記録の通算1588三振[150][112]。
- 6月7日
  - 西武ライオンズの松井稼頭央が大阪近鉄バファローズ8回戦（西武ドーム）にてサイクル安打を達成[151]。
- 7月6日
  - 福岡ダイエーホークスの浜名千広が日本プロ野球通算1000試合出場[112]。
- 7月11日
  - 読売ジャイアンツの清原和博が広島東洋カープ15回戦（札幌円山球場）の3回裏に3号本塁打を打ち、通算400本塁打を達成[152]。
  - 中日ドラゴンズの種田仁が阪神タイガース14回戦（ナゴヤドーム）の8回裏に中村武志の代打で出場して右前安打を打ち、プロ野球新記録の代打での10打席連続出塁[153]。
- 7月12日
  - 読売ジャイアンツの松井秀喜が広島東洋カープ16回戦（札幌円山球場）の4回裏に右翼線への二塁打を打ち、通算1000安打を達成[154]。
- 7月16日
  - 西武ライオンズの伊東勤が千葉ロッテマリーンズ18回戦（千葉マリンスタジアム）に出場し、捕手として2000試合出場。野村克也の2921試合に続きプロ野球史上2人目[155]。
- 7月28日
  - 福岡ダイエーホークスの秋山幸二がオリックス・ブルーウェーブ14回戦（グリーンスタジアム神戸）の6回表に二塁打を打ち、通算350二塁打を達成[156]。
- 8月18日
  - 福岡ダイエーホークスの秋山幸二が千葉ロッテマリーンズ19回戦（北九州市民球場）に出場し、プロ通算2000試合出場を達成。5回裏に左前安打を打ち、プロ通算2000本安打を達成。ドラフト制導入以降のドラフト外入団選手では史上初[157]。
- 9月6日
  - 横浜ベイスターズの駒田徳広が中日ドラゴンズ22回戦（ナゴヤドーム）の2回表に左翼線二塁打を打ち、通算2000安打達成[158]。
  - 福岡ダイエーホークスの吉永幸一郎が対日本ハムファイターズ26回戦（福岡ドーム）で通算150本塁打達成[159]。
- 9月16日
  - 阪神タイガースの吉田剛が広島東洋カープ26回戦（広島市民球場）の7回から出場し、プロ通算1000試合出場を達成[160]。
- 9月24日
  - 福岡ダイエーホークスの小久保裕紀が大阪近鉄バファローズ戦で通算150本塁打、史上116人目[112]。
- 9月28日
  - ヤクルトスワローズの石井一久が読売ジャイアンツ戦（神宮）で日本プロ野球通算1000投球回、史上287人目[81]。
- 10月6日
  - オリックス・ブルーウェーブの田口壮が西武ライオンズ26回戦（グリーンスタジアム神戸）で通算1000安打、史上203人目[161]。

### 投手の記録
- 4月7日
  - 中日ドラゴンズのメルビン・バンチが、対横浜ベイスターズ戦（横浜スタジアム）で日本プロ野球史上68人目（79度目）のノーヒットノーランを達成[162]。
- 4月9日
  - 西武ライオンズの西崎幸広がオリックス・ブルーウェーブ3回戦（西武ドーム）の7回表に田口壮から三振を奪い、プロ通算1500奪三振を達成。史上43人目[163]。
- 4月23日
  - 阪神タイガースの星野伸之が対ヤクルトスワローズ4回戦（甲子園球場）に先発し、1回を終えた時点で通算2500投球回を達成。史上40人目[164]。
- 4月28日
  - 広島東洋カープの佐々岡真司が横浜ベイスターズ4回戦（横浜スタジアム）に登板し、通算1500投球回を達成。史上146人目[165]。
- 6月16日
  - 広島東洋カープの佐々岡真司が横浜ベイスターズ11回戦（横浜スタジアム）に先発し通算100勝を達成[166]。
- 6月20日
  - 大阪近鉄バファローズのナルシソ・エルビラが西武ライオンズ9回戦（大阪ドーム）に先発し、日本プロ野球史上69人目のノーヒットノーランを達成[167][162]。
- 7月5日
  - ヤクルトスワローズの石井一久が読売ジャイアンツ13回戦（神宮球場）の6回表にダリル・メイを三振に打ち取り、通算1000奪三振を達成。913試合での達成は元大阪近鉄バファローズの野茂英雄に次いでプロ野球史上2番目の早さ[168][81]。
- 8月17日
  - 読売ジャイアンツの工藤公康が阪神タイガース22回戦（東京ドーム）に登板し、通算2500投球回を達成[169]。
- 9月6日
  - ヤクルトスワローズの高津臣吾が阪神タイガース20回戦（神宮球場）に登板して22セーブ目を挙げ、史上3人目となる通算150セーブを達成[170]。
- 9月11日
  - 横浜ベイスターズの三浦大輔が広島東洋カープ24回戦（横浜スタジアム）に先発し1回表二死を取ったところで通算1000投球回を達成[171]。
- 9月13日
  - 福岡ダイエーホークス対千葉ロッテマリーンズ25回戦（福岡ドーム）で福岡ダイエーホークスの若田部健一と千葉ロッテマリーンズの黒木知宏が共に通算1000投球回を達成[172]。

## 競技結果

### セントラル・リーグ
| 順位 | 球団               | 勝 | 敗 | 分 | 勝率 | 差   |
| 1位  | 読売ジャイアンツ   | 78 | 57 | 0  | .578 | 優勝 |
| 2位  | 中日ドラゴンズ     | 70 | 65 | 0  | .519 | 8.0  |
| 3位  | 横浜ベイスターズ   | 69 | 66 | 1  | .511 | 9.0  |
| 4位  | ヤクルトスワローズ | 66 | 69 | 1  | .489 | 12.0 |
| 5位  | 広島東洋カープ     | 65 | 70 | 1  | .481 | 13.0 |
| 6位  | 阪神タイガース     | 57 | 78 | 1  | .422 | 21.0 |

### パシフィック・リーグ
| 順位 | 球団                       | 勝 | 敗 | 分 | 勝率 | 差   |
| 1位  | 福岡ダイエーホークス       | 73 | 60 | 2  | .549 | 優勝 |
| 2位  | 西武ライオンズ             | 69 | 61 | 5  | .531 | 2.5  |
| 3位  | 日本ハムファイターズ       | 69 | 65 | 1  | .515 | 4.5  |
| 4位  | オリックス・ブルーウェーブ | 64 | 67 | 4  | .489 | 8.0  |
| 5位  | 千葉ロッテマリーンズ       | 62 | 67 | 6  | .481 | 9.0  |
| 6位  | 大阪近鉄バファローズ       | 58 | 75 | 2  | .436 | 15.0 |

### 日本シリーズ
| 日付                                    | 試合                     | ビジター球団（先攻）     | スコア                   | ホーム球団（後攻）       | 開催球場                 |
| --------------------------------------- | ------------------------ | ------------------------ | ------------------------ | ------------------------ | ------------------------ |
| 10月21日（土）                          | 第1戦                    | 福岡ダイエーホークス     | 5 - 3                    | 読売ジャイアンツ         | 東京ドーム               |
| 10月22日（日）                          | 第2戦                    | 福岡ダイエーホークス     | 8 - 3                    | 読売ジャイアンツ         | 東京ドーム               |
| 10月23日（月）                          | 第3戦                    | 読売ジャイアンツ         | 9 - 3                    | 福岡ダイエーホークス     | 福岡ドーム               |
| 10月24日（火）                          | 別イベント開催のため中断 | 別イベント開催のため中断 | 別イベント開催のため中断 | 別イベント開催のため中断 | 別イベント開催のため中断 |
| 10月25日（水）                          | 別イベント開催のため中断 | 別イベント開催のため中断 | 別イベント開催のため中断 | 別イベント開催のため中断 | 別イベント開催のため中断 |
| 10月26日（木）                          | 第4戦                    | 読売ジャイアンツ         | 2 - 1                    | 福岡ダイエーホークス     | 福岡ドーム               |
| 10月27日（金）                          | 第5戦                    | 読売ジャイアンツ         | 6 - 0                    | 福岡ダイエーホークス     | 福岡ドーム               |
| 10月28日（土）                          | 第6戦                    | 福岡ダイエーホークス     | 3 - 9                    | 読売ジャイアンツ         | 東京ドーム               |
| 優勝：読売ジャイアンツ（6年ぶり19回目） |                          |                          |                          |                          |                          |

### 個人タイトル（野手）
| タイトル   | セントラル・リーグ | セントラル・リーグ | セントラル・リーグ | パシフィック・リーグ | パシフィック・リーグ | パシフィック・リーグ |
| タイトル   | 選手               | 球団               | 記録               | 選手                 | 球団                 | 記録                 |
| ---------- | ------------------ | ------------------ | ------------------ | -------------------- | -------------------- | -------------------- |
| 首位打者   | 金城龍彦           | 横浜               | .346               | イチロー             | オリックス           | .387                 |
| 最多安打   | R.ローズ           | 横浜               | 168                | 小笠原道大           | 日本ハム             | 182                  |
| 最多本塁打 | 松井秀喜           | 巨人               | 42                 | 中村紀洋             | 近鉄                 | 39                   |
| 最多打点   | 松井秀喜           | 巨人               | 108                | 中村紀洋             | 近鉄                 | 110                  |
| 最多盗塁   | 石井琢朗           | 横浜               | 35                 | 小坂誠               | ロッテ               | 33                   |
| 最高出塁率 | 松井秀喜           | 巨人               | .438               | イチロー             | オリックス           | .460                 |

### 個人タイトル（投手）
| タイトル       | セントラル・リーグ | セントラル・リーグ | セントラル・リーグ | パシフィック・リーグ | パシフィック・リーグ | パシフィック・リーグ |
| タイトル       | 選手               | 球団               | 記録               | 選手                 | 球団                 | 記録                 |
| -------------- | ------------------ | ------------------ | ------------------ | -------------------- | -------------------- | -------------------- |
| 最優秀防御率   | 石井一久           | ヤクルト           | 2.61               | 戎信行               | オリックス           | 3.27                 |
| 最多勝利       | M.バンチ           | 中日               | 14                 | 松坂大輔             | 西武                 | 14                   |
| 最多奪三振     | 石井一久           | ヤクルト           | 210                | 松坂大輔             | 西武                 | 144                  |
| 最高勝率       | 工藤公康           | 巨人               | .706               | 小野晋吾             | ロッテ               | .722                 |
| 最優秀救援投手 | E.ギャラード       | 中日               | 36                 | R.ペドラザ           | ダイエー             | 38                   |

### 表彰
| タイトル     | セントラル・リーグ | セントラル・リーグ | パシフィック・リーグ | パシフィック・リーグ |
| タイトル     | 選手               | 球団               | 選手                 | 球団                 |
| ------------ | ------------------ | ------------------ | -------------------- | -------------------- |
| 最優秀選手   | 松井秀喜           | 巨人               | 松中信彦             | ダイエー             |
| 最優秀新人   | 金城龍彦           | 横浜               | （該当者無し）       | （該当者無し）       |
| 沢村栄治賞   | （該当者無し）     | （該当者無し）     | （該当者無し）       | （該当者無し）       |
| 正力松太郎賞 | 松井秀喜           | 巨人               | （該当者無し）       | （該当者無し）       |

### ベストナイン
|          | セントラル・リーグ | セントラル・リーグ | パシフィック・リーグ | パシフィック・リーグ |
| 守備位置 | 選手               | 球団               | 選手                 | 球団                 |
| -------- | ------------------ | ------------------ | -------------------- | -------------------- |
| 投手     | 工藤公康           | 巨人               | 松坂大輔             | 西武                 |
| 捕手     | 古田敦也           | ヤクルト           | 城島健司             | ダイエー             |
| 一塁手   | R.ペタジーニ       | ヤクルト           | 松中信彦             | ダイエー             |
| 二塁手   | R.ローズ           | 横浜               | 大島公一             | オリックス           |
| 三塁手   | 江藤智             | 巨人               | 中村紀洋             | 近鉄                 |
| 遊撃手   | 石井琢朗           | 横浜               | 松井稼頭央           | 西武                 |
| 外野手   | 松井秀喜           | 巨人               | イチロー             | オリックス           |
| 外野手   | 金本知憲           | 広島               | 柴原洋               | ダイエー             |
| 外野手   | 新庄剛志           | 阪神               | S.オバンドー         | 日本ハム             |
| 指名打者 |                    |                    | N.ウィルソン         | 日本ハム             |

### ゴールデングラブ賞
|          | セントラル・リーグ | セントラル・リーグ | パシフィック・リーグ | パシフィック・リーグ |
| 守備位置 | 選手               | 球団               | 選手                 | 球団                 |
| -------- | ------------------ | ------------------ | -------------------- | -------------------- |
| 投手     | 工藤公康           | 巨人               | 松坂大輔             | 西武                 |
| 捕手     | 古田敦也           | ヤクルト           | 城島健司             | ダイエー             |
| 一塁手   | R.ペタジーニ       | ヤクルト           | 小笠原道大           | 日本ハム             |
| 二塁手   | 仁志敏久           | 巨人               | 大島公一             | オリックス           |
| 三塁手   | 岩村明憲           | ヤクルト           | 中村紀洋             | 近鉄                 |
| 遊撃手   | 宮本慎也           | ヤクルト           | 小坂誠               | ロッテ               |
| 外野手   | 新庄剛志           | 阪神               | 柴原洋               | ダイエー             |
| 外野手   | 高橋由伸           | 巨人               | 田口壮               | オリックス           |
| 外野手   | 松井秀喜           | 巨人               | イチロー             | オリックス           |

## 誕生
2000年の野球を参照

## 死去
2000年の野球を参照